# Gösslunda (naturreservat)
Gösslunda är ett naturreservat i Mörbylånga kommun i Kalmar län.
Området är naturskyddat sedan 1972 och är 12 hektar stort. Reservatet ligger på Stora Alvaret väster om byn Gösslunda  och består av alvarmark, lövskog och kalkfuktängar.